# Amblyomma crassipes
Amblyomma crassipes är en fästingart som beskrevs av Neumann 1901. Amblyomma crassipes ingår i släktet Amblyomma och familjen hårda fästingar. Inga underarter finns listade i Catalogue of Life.